# Batalha naval de 1 de janeiro de 1800
A ação de 1 de janeiro de 1800 foi uma batalha naval da quase-guerra que ocorreu na costa do atual Haiti , perto da ilha de Gonâve, no golfo de Léogâne. A batalha foi travada entre um comboio americano de quatro navios mercantes escoltados pela escuna naval dos Estados Unidos USS Experiment, e um esquadrão de barcaças armadas tripuladas por haitianos conhecidos como picaroons.
Um general haitiano de nacionalidade francesa, André Rigaud, instruiu suas forças a atacarem todos os navios estrangeiros dentro de suas operações.  Consequentemente, uma vez que Experiment e seu comboio de navios mercantes se aproximaram de Gonâve, os picaroons os atacaram, capturando dois dos navios mercantes americanos antes de se retirarem. A experiência conseguiu salvar os outros dois navios em seu comboio e os acompanhou até um porto amistoso. No lado americano, apenas o capitão da escuna Mary foi morto. Embora os picaroons tenham sofrido pesadas perdas durante esse engajamento, eles permaneceram fortes o suficiente para continuar causando o caos entre os navios americanos na região. Só depois que Rigaud foi forçado a sair do poder pelas forças de Toussaint L'Ouverture, líder da Revolução Haitiana de 1791, os ataques do rei deixaram de existir.

## História
Com o alvorecer da Revolução Haitiana em 1791, uma rebelião de escravos bem-sucedida na colônia francesa, então conhecida como Saint-Domingue, permitiu que a população local ganhasse controle sobre o governo. Apesar de seu sucesso em remover as autoridades coloniais francesas, as várias facções políticas que haviam tomado o controle da colônia foram descontroladas, e logo os combates irromperam entre eles. Em 1800, a Guerra de Facas entre o pro-francês André Rigaud e a pró-autonomia Toussaint L'Ouverture estava em pleno andamento e Saint-Domingue foi dividido em dois. Rigaud controlava parte da porção sul de Saint-Domingue, enquanto L'Ouverture controlava o resto da colônia francesa. Precisando de suprimentos e material, as forças de Rigaud atacaram qualquer navio não-francês que as ultrapassasse.
Concomitantemente à Guerra das Facas, os Estados Unidos e a França estavam envolvidos em uma guerra naval limitada no Caribe como parte da Quasi-Guerra. No final de dezembro de 1799, a escuna armada americana Experiment estava escoltando sob o comboio o brigue Daniel e Mary e as escunas Sea Flower, Mary e Washington para impedir sua captura pelos corsários franceses. Em 1º de janeiro de 1800, o comboio foi capturado em uma calmaria no lado norte da atual ilha haitiana de Gonâve, no golfo de Leogane. Vendo o comboio se acalmar, Rigaud enviou onze barcos armados para atacar e apreender os navios americanos.
As tripulações dos navios mercantes norte-americanos possuíam apenas armas de pequeno porte, mas sua escolta, Experiment, era uma embarcação muito mais poderosa. Comandado por William Maley, o Experimento de 135 toneladas estava armado com 12 canhões de seis libras e tinha um complemento de 70 homens. Em comparação, a força de ataque inicial de Rigaud consistia de onze barcaças tripuladas por 40 a 50 homens, cada uma nas menores, e 60 ou 70 nas maiores. Essas barcaças foram impulsionadas principalmente por remos, com 26 por embarcação. As embarcações haitianas eram equipadas com uma mistura de canhões giratórios e canhões de quatro libras, com a maioria dos navios armados com duas ou três armas, além de armas de pequeno calibre. Além dos navios que se dispuseram a atacar o comboio, havia mais barcaças e homens próximos que os haitianos poderiam convocar se fossem necessários reforços. No total, cerca de 37 barcaças e 1.500 homens estavam à disposição de Rigaud, embora os americanos não soubessem disso durante o ataque. Individualmente, as barcaças haitianas representavam apenas uma pequena ameaça ao comboio, mas, ao atacar em massa, podiam facilmente submergir e capturar os navios americanos se conseguissem abordá-los.

## Batalha
O experimento manteve suas portas de caça fechadas e passou como um comerciante, enquanto os haitianos se aproximavam do comboio com a intenção de embarcar e capturar todos os cinco navios.  Uma vez que os haitianos estavam no alcance dos mosquetes dos navios americanos, eles abriram fogo contra eles, e o experimento devolveu o fogo.  Grapeshot dos americanos causaram estragos entre as barcaças haitianas e foram forçados a se retirar. Eles se afastaram do comboio americano por trinta minutos antes de encalhar na vizinha ilha de Gonçve para pousar seus feridos e recolher reforços. Com mais três balsas e novas tripulações, os picaroons partiram para assaltar o comboio americano mais uma vez. Eles se dividiram em três esquadrões de quatro barcaças cada e estabeleceram o curso para atacar o experimento. As divisões principal e central atacaram os lados do navio de guerra americano enquanto a divisão traseira assaltou a popa. Durante a calmaria da luta, Experiment preparara-se para o próximo assalto dos picaroons posicionando os mosqueteiros em posições defensivas, carregando suas armas principais e levantando redes de embarque. Assim, quando os haitianos atacaram novamente o navio de guerra americano, ela estava bem preparada para repelir qualquer tentativa de abordá-la.
Durante três horas, Experiment lutou contra as barcaças, afundou duas e matou muitos dos picaroons. Durante esse tempo, duas das barcaças deixaram o navio de guerra e atacaram os navios mercantes. Estas barcaças conseguiram proteger-se do Experimento navegando atrás da escuna Mary, que ficava entre as duas barcaças e o navio de guerra. Os haitianos embarcaram em Mary e mataram seu capitão. Muitos da tripulação pularam no mar e o resto se escondeu no porão. A segunda barca tentou levar Daniel e Maria, mas foi afundada pelo fogo do Experimento. Quando os haitianos embarcaram em Mary, Experiment abriu fogo contra ela com a metralhadora, afastando as picoléteras.
Toda a flotilha de haitianos se retirou novamente para Gonâve e substituiu os tripulantes feridos por novos. Vendo que Daniel, Mary e Washington se afastaram do comboio, os haitianos começaram a atacá-los. Os dois navios civis, tendo deriva muito longe da proteção das armas experiência, foram abandonados por suas tripulações e passageiros que fugiram para o navio de guerra americano. Os haitianos embarcaram e saquearam esses dois navios, levando-os mais longe do Experimento. experimento conseguiu chegar perto o bastante das barcaças para atacá-los com seu canhão, mas não conseguiu persegui-los, pois duas barcaças se separaram da flotilha principal e foram posicionadas para levar Mary e Sea Flower se o experimento as deixasse. Posteriormente, os remanescentes do comboio conseguiram chegar a Léogâne, onde foram atendidos pelo cônsul americano. 

## Rescaldo
A USS Experiment conseguiu proteger dois dos comboios, mas os outros dois navios foram levados pelos picaroons. No lado americano, apenas o capitão da escuna Mary tinha sido morto. Os norte-americanos também sofreu dois feridos: um civil, e Experiment segundo em comando David Porter, que tinha sido baleado no braço durante a ação. Em troca, os haitianos haviam perdido duas de suas barcaças e muitas baixas. Os picaroons de Rigaud atacaram outro comboio americano no final do ano e continuaram a atacar o transporte marítimo americano até que Rigaud foi expulso de Saint-Domingue no final da Guerra das Facas. Depois de fugir para Guadalupe, ele partiu para a França na escuna Diane, mas foi capturado e levado para São Cristóvão quando Experiment a interceptou em 1 de outubro de 1800. 
A ação seria controversa nos Estados Unidos, quando vários relatórios de oficiais sugeriram que o tenente Maley, comandante do Experimento, havia demonstrado covardia durante o noivado. O tenente Porter afirmou que Maley havia tentado insistir em se render aos picardos imediatamente após a sua chegada. Alega-se que Maley achava que a situação era desesperada devido ao grande número de haitianos pró-franceses que atacavam o comboio e tentara atacar as cores.
Os relatórios dos oficiais também elogiaram Porter, afirmando que ele salvou Experiment e seu comboio agindo por sua própria iniciativa para ignorar o derrotismo de Maley, instando a tripulação a lutar. Outros oficiais americanos, como o cônsul americano em Leonge que estava a bordo do Experimento durante a ação, discordaram das acusações de Porter e, em vez disso, elogiaram Maley por sua bravura. Ameaças de corte marcial foram feitas contra Maley, mas nenhuma acusação formal sobre o incidente foi levada. Em 16 de julho de 1800 ele foi substituído como comandante do experimento por Charles Stewart. O incidente assombrou sua carreira até sua aposentadoria.